# Митенино (Киржачский район)
Митенино — деревня в Киржачском районе Владимирской области России, входит в состав Кипревского сельского поселения. 

## География
Деревня расположена на берегу реки Шередарь в 23 км на юг от центра поселения деревни Кипрево и в 20 км на юго-восток от райцентра города Киржач.

## История
В XIX — начале XX века деревня входила в состав Овчининской волости Покровского уезда, с 1926 года — в составе Александровского уезда. В 1859 году в деревне числилось 24 двора, в 1905 году — 31 дворов, в 1926 году — 47 дворов.
С 1929 года деревня входила в состав Мызжеловского сельсовета Киржачского района, с 1940 года — в составе Хмелевского сельсовета, с 1969 года — в составе Новоселовского сельсовета, с 2005 года — в составе Кипревского сельского поселения.
По данным на 1895 год, в селе ежегодно проводилась однодневная ярмарка, в девятую пятницу после Пасхи. Товары доставляемые на ярмарку: мануфактура и бакалея. За ярмарочный день реализовывалось товара примерно на 250 рублей.

## Население
| 1859 | 1905 | 1926 | 2002 | 2010 | 2021 |
| ---- | ---- | ---- | ---- | ---- | ---- |
| 155  | ↗173 | ↗175 | ↘2   | ↘0   | →0   |